# فرانک دانیلز
فرانک دانیلز (انگلیسی: Frank Daniels؛ ‏ ۱۵ اوت ۱۸۵۶ – ۱۲ ژانویهٔ ۱۹۳۵) بازیگر اهل ایالات متحده آمریکا بود.
از فیلم‌هایی که وی در آن‌ها نقش داشته‌است، می‌توان به رأی‌ها را بشمارید، تنها پدرش ، دِین خود را ادا کن و در میان حاضران اشاره نمود.